# Днепровско-Деснянский заказник
«Днепровско-Деснянский заказник» (укр. Дніпровсько-Деснянський заказник) — ландшафтный заказник общегосударственного значения, расположенный на территории Вышгородского района (Киевская область, Украина).
Площадь — 1 400 га.

## История
Заказник был создан согласно Постановлению Совета министров УССР от 28 октября 1974 года № 500. В тексте Постановления Совета министров УССР от 25 февраля 1980 года № 132, заказник также числе в списке созданных.
Заказник был создан по старым картам, а в документах значилось, что охраняемый ландшафт представлен болотом. Следствием неточностей при создании, заказник находится в большей свой части на пахотных землях.

## Описание
Природоохранный объект создан с целью охраны ландшафта в западной части болотного массива Выдра, болот Островское и Дубечанское, что в междуречье Днепра и Десны. Заказник занимает квадраты 6 (уч.13), 7 (уч. 3), 8 (уч. 2), 20 (уч. 2), 21 (уч. 2), 22 (уч. 1), 23 (уч. 6), 35 (уч. 1), 36 (уч. 1), 37 (уч. 1) Воропаевском лесничестве и квадраты 52 (уч. 3), 53 (уч. 20), 61 (уч. 1), 62 (уч. 1, 2), 63 (уч. 5, 15,13), 64 (уч. 4, 10, 13, 14, 18), 71 (уч. 1, 2, 3, 4, 5), 72 (уч. 1, 5, 6, 7), 73 (уч. 6, 10), 80 (уч. 28, 29), 1 (уч. 3, 5, 7), 2 (уч. 5), 3 (уч. 12), 6 (уч. 13, 14), 7 (уч. 15, 16, 17), 8 (уч. 5, 11) 11 (уч. 8, 11), 12 (уч. 2, 4, 5, 6, 8, 9, 10, 12, 13, 15, 16, 17, 18, 19), 13 (уч. 10, 14,15), 39 (уч. 2, 14, 16), 44 (уч. 2, 18), 45 (уч. 4, 6, 7, 8, 11, 13), 47 (уч. 12), 54 (уч. 1, 9), 55 (уч. 2, 10, 12), 10 Чернинского лесничества на территории Деснянского, Жукинского и Сувидского сельсоветов — западнее административной границы с Черниговской областью. Территория заказника вытянутая с севера на юг и представлена одним большим участком и двумя отдельными меньшими по площади участками (болото Островское — Воропаевское лесничество, западнее села Жуков). В состав заказника включены земли бывших совхозов Жукинский (440 га) и Деснянский (610 га), лесничеств Воропаевского и Чернинского (350 га). Северо-восточнее граничит с заказником Журавлиный, а западнее — ландшафтным заказником местного значения Чернинский.
Ближайший населённый пункт — село Сувид, город — Остёр, Вышгород.

## Природа
Ландшафт заказника преимущественно представлен пашней на месте бывших земель совхозов. Луга и заболоченные луга составляют 10 % площади заказника. Болота и леса занимают незначительную часть территории заказника — по 2 %.
Растительность низинных болот и заболоченный участков представлена доминирующими тростниками и осокой омской и острой. Также есть кустарниковые болота с ивой пепельной. Распространены лиственные леса (в основном на территории Чернинского лесничества) с доминирующими дуб, граб, клён, ясень, липа, а также иногда встречаются берёза и осина. Также есть сосново-дубовые леса, где травяной ярус представлен болотно-лесными видами. Травяной ярус представлен доминирующими лесными видами сныть обыкновенная, бор развесистый, осока пальчастая и осока волосистая. Краснокнижные видыː черемша, башмачок настоящий, дремлик зимовниковый, пальчатокоренник мясо-красный, пальчатокоренник майский. Заказник является одним из трёх известных мест произрастания вида башмачок настоящий из семейства орхидные в Киевской области.
Тут встречаются выдра, ондатра, бобёр, белка; среди птиц журавль серый, малый подорлик, чёрный коршун, тетерев-косач, ушастая сова, желна, чёрная болотная крачка, серая куропатка, озёрная чайка. Охраняемые земноводные, согласно Бернской конвенцииː обыкновенная квакша, прыткая ящерица, европейская болотная черепаха, обыкновенная чесночница, краснобрюхая жерлянка, остромордая лягушка.